# Bremerkoggen
Bremerkoggen er et velbevaret skibsvrag af en kogge, som er dateret til 1380. Den blev fundet i Bremen i 1962, og er i dag udstillet på Deutsches Schiffahrtsmuseum i Bremerhaven som en af deres vigtigste genstande. Der er fremstillet tre næsten identiske rekonstruktioner af skibe; Ubena von Bremen, Hansekogge og Roland von Bremen.

## Fundet
Den 8. oktober 1962 blev der fundet fragmenter af et træskib i floden Weser en oprensning. Det viste sig at være rester fra en kogge, der synes at være sunket under en stormflod, efter at være drevet væk fra skibsværftet inden det stod færdigt. Indtil var kogger kun kendt fra middelalderlige manuskripter og segl. På baggrund af dendrokronologiske undersøgelser af tømmeret fra koggen, blev skiber dateret til 1380.

## Bjærgning og rekonstruktion
Delen fra skibet blev opmålt, registreret og opbevaret i store vandbassiner i Bremen, for at forhindre at træet udtørrede og skrumpede. Der blev udført yderligere undersøgelser af fundstedet med dykkerklokkekib i 1965, hvor der blev fundet mere end 2000 yderligere dele. Det blev besluttet at udstillet vraget på det planlagte Deutsches Schiffahrtsmuseum i Bremerhaven. I 1972 stod Koggehalle klar, og delene blev samlet under en konstant overbrusning. Det var muligt at rekonstruere næsten hele styrords side, og en tredjedel af bagbords side. Den blev indkapslet i et glasbur behandlet med polyethylenglycol i de følgende 18 år, for at erstatte alt vand i træet, og forhindre at det tørrede ud. I år 2000 stod det endelige resultat klar, 25 år efter museet var åbnet.
Bremerkoggen havde én mast og et råsejl. Det var kravelbygget i bunden og havde klinkbyggede sider. Ribberne blev bygget efter skriget var blevet lavet. Koggen var 24 m lang, 8 m bred og lige over 4 m høj over siderne. Disse mål har givet en lastekapacitet på omkring 130 tons. Andre vurderinger sætter kapaciteten til kun 90 ton.